# Вилијамсбург (Вирџинија)
Вилијамсбург (енгл. Williamsburg) град је у америчкој савезној држави Вирџинија. По попису становништва из 2020. у њему је живело 15.425 становника.

## Демографија
Према попису становништва из 2010. у граду је живело 14.068 становника, што је 2.070 (17,3%) становника више него 2000. године.
|                   | 2010.           | 2000.           |
| Укупно            | 14 068 (100,0%) | 11 998 (100,0%) |
| Белци             | 9 952 (70,74%)  | 9 352 (77,95%)  |
| Афроамериканци    | 1 968 (13,99%)  | 1 601 (13,34%)  |
| Хиспаноамериканци | 941 (6,689%)    | 302 (2,517%)    |
| Азијати           | 808 (5,744%)    | 549 (4,576%)    |
| Остали            | 399 (2,836%)    | 194 (1,617%)    |